# Кальна Розтока
Кальна Розтока (русин. Кална Розтока, словац. Kalná Roztoka, угор. Kálnarosztoka) — село, громада в окрузі Сніна, Пряшівський край, північно-східна Словаччина. Кадастрова площа громади — 22,759 км². Населення — 556 осіб (за оцінкою на 31 грудня 2017 р.).

## Історія
Давнє лемківське село. Перша згадка 1568 року як Kalna Rostoka. Історичні назви: Kalna (1773), Kalna és Kálnarosztoka (1882), Kalné (1920). З 1927-го — Kalná Roztoka, угор. Kálnarosztoka.
1939-44 рр. під окупацією Угорщини.
Колгосп засновано 1951 року, але розпався 1953-го.

## Географія
Розташоване за ~11 км від кордону з Україною в південній частині масиву Буковський Верх (див. Західні Бещади) у верхів'ях річки Ублянка, уздовж її річища і кількох її приток. Протікають річки Таповець і Трновець.
Висота над рівнем моря в середній частині 300 м над р. м., на території кадастра — 270—741 м над р. м.

## Населення
| Рік:            | 1994. | 2004.    | 2014.   | 2024.    |
| --------------- | ----- | -------- | ------- | -------- |
| Кількість осіб: | 694   | 604      | 570     | 510      |
| Різниця:        |       | -12,96 % | -5,62 % | -10,52 % |

| Рік:            | 2023. | 2024.   |
| --------------- | ----- | ------- |
| Кількість осіб: | 516   | 510     |
| Різниця:        |       | -1,16 % |

В селі проживає 595 осіб.
Національний склад населення (за даними перепису населення 2001 року):
- словаки — 65,08 %
- русини — 27,30 %
- цигани (роми) — 3,17 %
- українці — 2,06 %
- чехи — 0,32 %

Склад населення за приналежністю до релігії станом на 2001 рік:
- православні — 62,06 %,
- греко-католики — 33,02 %,
- римо-католики — 1,43 %,
- не вважають себе віруючими або не належать до жодної вищезгаданої церкви — 2,70 %

## Відомі люди
Уродженцем села є Народний художник України Контратович Ернест Рудольфович

## Пам'ятки
- Дерев'яна церква з 1839 р.
- Біля села розташовано заповідник Гавешова (словац. Havešová), який занесений до списку ЮНЕСКО.